# 대구서변초등학교
대구서변초등학교(大邱西邊初等學校)는 대한민국 대구광역시 북구 서변동에 있는 공립 초등학교이다.

## 연혁
- 2001년 12월 1일 대구서변초등학교로 설립인가
- 2003년 3월 17일 신축공사
- 2004년 2월 21일 교사 및 부속 건물 준공
- 2004년 3월 1일 대구서변초등학교 개교, 초대 장원구 교장 부임
- 2004년 3월 1일 12학급 편성(성북초등학교에서 분리 340명)
- 2004년 7월 26일 강당신축 공사 착공
- 2004년 12월 22일 강당 준공
- 2005년 2월 16일 제1회 졸업식(44명 졸업)
- 2005년 3월 1일 14학급 편성(2학급 증설)
- 2005년 3월 21일 학교 급식소 개소
- 2005년 9월 7일 서변꿈나무 도서관 개관
- 2006년 2월 17일 제2회 졸업식(48명 졸업, 총졸업생 92명)
- 2006년 3월 1일부임 24학급 편성(10학급 증설)
- 2007년 2월 14일 제3회 졸업식(80명 졸업, 총졸업생 172명)
- 2007년 3월 1일 25학급 편성(1학급 증설)
- 2008년 2월 21일 제4회 졸업식(92명 졸업)
- 2008년 3월 1일 28학급(특수 1학급 신설) 편성
- 2008년 11월 13일 보건실 현대화 사업
- 2009년 2월 16일 제5회 졸업식(91명 졸업,총졸업생 355명)
- 2009년 3월 1일 31학급 편성(일반 2학급, 특수 1학급 증설)
- 2010년 2월 11일 제6회 졸업식(121명 졸업, 총졸업생 476명)
- 2010년 3월 1일 31학급 편성
- 2011년 2월 16일 제7회 졸업식(97명 졸업, 총졸업생 573명)
- 2011년 3월 1일 32학급 편성(1학급 증설)
- 2012년 2월 11일 운동장 스탠드 공사 완료
- 2012년 2월 15일 학교주변 투시담장 보수작업 완료
- 2012년 2월 26일 제8회 졸업식(122명 졸업, 총졸업생 695명)
- 2012년 3월 1일 33학급 편성(1학급 증설)
- 2014년 4월 12일 영재학급 운영(수학)
- 2014년 7월 17일 과학실험실 현대화 지원사업 선정
- 2023년 3월 1일 조야초등학교 분교장 격하 편입
- 2025년 3월 1일 조야분교장 폐교 및 본교 통폐합

## 학교 상징
- 교화 - 장미 : 맡은 일에 최선을 다하고 마음을 아름답게 가꾸어 다른 사람으로부터 존경받는 사람이 되자.
- 교목 - 느티나무 : 튼튼하고 슬기롭게 자라 오랫동안 덕을 베풀며 보람있게 살자.

## 참고 자료
- 대구서변초등학교 - 한국교육학술정보원 학교알리미